# Alchemilla lechleriana
Alchemilla lechleriana é uma espécie de rosácea do gênero Alchemilla, pertencente à família Rosaceae.